# Église Saint-Cyr de Saint-Cyr-en-Bourg
L'église Saint-Cyr est une église située à Saint-Cyr-en-Bourg, en France.

## Localisation
L'église est située dans le département français de Maine-et-Loire, sur la commune de Saint-Cyr-en-Bourg.

## Historique
L'édifice est classé au titre des monuments historiques en 1988.